# Kabarett Brennesseln
Das Kabarett „Brennesseln“ besteht seit dem Jahre 1981. Bis heute entstanden 35 gesellschaftskritische Programme, die in zahlreichen Österreich-Tourneen wohl 3000-mal zur Aufführung kamen.
In Wien gastierten sie im „Spektakel“, Ensemble Theater Wien, Akzent, Kabarett und Komödie am Wiener Naschmarkt, bevor sie sich ihr eigenes Theater zulegten. So heißt das ehemalige Theater beim Auersperg (1080 Wien, Auerspergstraße 19) nun Kleinkunstbühne „Brennessel“. Hier gastierten schon Dieter Hildebrandt, Magic Christian, Heinz Marecek, Klaus-Peter Schreiner, Georg Schramm, Fonso und Simone Solga.
Gründungsmitglied Alfred Aigelsreiter (* 5. August 1954) schrieb sämtliche Programme fast im Alleingang. Die weiteren Mitglieder der Gruppe sind Robert Herret (* 5. August 1955), Paul Peschka (* 24. Mai 1956) und Peter Siderits (* 27. März 1953, ehemaliges Mitglied der Austro-Pop-Gruppe Misthaufen).
Kurt Sobotka führte acht Jahre lang Regie, Marcel Wang zwölf Jahre; weitere Regisseure waren Stephan Paryla, Peter Frick sowie Kinderbuchautor Thomas Brezina.

## Die bisherigen Programme
- 1981: „Alles wie geschmiert“
- 1982: „Gemma bod’n“
- 1983: „Auf und davon“
- 1984: „Kein schöner Land“
- 1985: „Um jeden Preis“
- 1986: „Die Wende hoch“
- 1987: „Lasset uns jäten“
- 1988: „Volle Gruft voraus“
- 1989: „Ho(h)nig ums Maul“
- 1990: „Verhiast und zugemoikt“
- 1991: „Brüder zur Tonne“
- 1992: „Kläglich alles“
- 1993: „Zeitgeisterstunde“
- 1994: „Reich ins Heim“
- 1995: „Die Tritte-Republik“
- 1996: „Zu neuen Daten“
- 1997: „Bette sich, wer kann“
- 1998: „Esel sei der Mensch“
- 1999: „Durch Park und Schein“
- 2000: „Am besten nichts Neues“
- 2001: „Zur Verwählung alles Gute“
- 2002: „Made(n) in Austria“
- 2003: „Spar-Mania“
- 2004: „Bei Macht und Hebel“
- 2005: „In Spottes Namen“
- 2006: „Verdummt in alle Ewigkeit“
- 2007: „Der laue Planet“
- 2008: „Auf Schrott und Trott“
- 2009: „Störe meine Krise nicht“
- 2010: „Spare Grips“
- 2011: „Mutig in die neuen Pleiten“
- 2012: „Alle Macht den Ratings“
- 2013: „Altleibersommer“
- 2014: „Zaster-Desaster“
- 2015: „Gescheit gescheitert!“
- 2016: „Altes oder nichts!“

## Videos
Spott in Rot-weiß-rot 1992 und Zu neuen Daten 1996

## CD & MC
- Brennesseln nach Noten 1990
- Im Zeitgeist 1993
- Spar-Mania 2003